# Anders Schenbom
Anders Schenbom, född 4 mars 1718 i Norrköping, död 12 juni 1785, var en svensk rådman, riksdagsledamot och politiker.

## Biografi
Anders Schenbom föddes 1718 i Norrköping och var son till sämskmakaren Jöns Schenbom (1674–1736) och Katarina Rehn. Han blev fabrikör i Norrköping 1740 och drev Ehrenspetzska yllemanufakturverkstan i Norrköping 1748–1773. Schenbom var 1750–1756 faktor över kronogevärsfaktoriet. Fick titeln direktör 1756 och överdirektör 1763. Schenbom var 1753–1783 rådman i Norrköping. Han avled 1785.
Schenbom var riksdagsledamot för borgarståndet i Norrköping vid riksdagen 1751–1752, riksdagen 1755–1756 och riksdagen 1760–1762.
Schenbom gifte sig 1743 med Maria Beata Hoffler. Hon var dotter till bagaren Baltzar Hoffler och Anna Maria Lund i Nyköping. De fick tillsammans barnen Erik Adolf af Schenbom och Baltasar Schenbom.